# 丸山記念総合病院
丸山記念総合病院（まるやまきねんそうごうびょういん）は、埼玉県さいたま市岩槻区にある医療機関。医療法人慈正会が運営する病院である。

## 沿革
- 1896年（明治29年）12月 - 丸山醫院開設
- 1951年（昭和26年）10月1日 - 医療法人として承認。名称も「医療法人丸山病院」となる。
- 1978年（昭和53年）2月22日 - 総合病院として承認。名称を「総合病院 丸山病院」に変更。
- 1981年（昭和56年）7月 - 法人名称を「医療法人　丸山記念総合病院」に変更。
- 1988年（昭和63年）6月20日 - 法人名称を「医療法人 慈正会」に変更。

## 診療科
- 内科
- 外科
- 消化器科
- 脳神経外科
- 産科
- 婦人科
- 耳鼻咽喉科
- 歯科・歯科口腔外科
- 整形外科
- 皮膚科
- 小児科
- 形成外科
- 泌尿器科
- 眼科
- 麻酔科
- リハビリテーション科

## 医療機関の指定など
- 保険医療機関
- 救急告示医療機関
- 労災保険指定医療機関
- 指定自立支援医療機関（更生医療・育成医療・精神通院医療）
- 身体障害者福祉法指定医の配置されている医療機関
- 精神保健指定医の配置されている医療機関
- 生活保護法指定医療機関
- 結核指定医療機関
- 指定養育医療機関
- 母体保護法指定医の配置されている医療機関

## その他
- 241床のうち半数近い115床が差額ベッドであり、差額室料が発生する。
- 元歌手の安室奈美恵は当院で出産した。当時の夫であるSAMの父・丸山正義（産婦人科医）は当院の創立メンバーで、理事長を務めていた。現理事長・正董は、正義の実弟。
- 2007年の第21回参議院議員通常選挙にて、埼玉県選挙区で当選した古川俊治の父親は、当時の名誉院長・古川俊隆。父親と同姓同名の人物が首相秘書官を務めた事がある。

## 交通アクセス
- 東武野田線岩槻駅下車、徒歩10分。
- 岩槻駅ほかよりさいたま市岩槻区コミュニティバスに乗車、「丸山記念総合病院」下車。
- 岩槻駅ほかよりさいたま市岩槻区並木・加倉地区乗合タクシー「らくらく号」（橙色のルート）に乗車、「丸山記念総合病院」下車。